# 812-es busz (Szczecin)
A szczecini 812-es jelzésű busz a Niemcewicza – plac Rodła útvonalon közlekedik. A vonalon 2021-ben indult meg a közlekedés. A vonalat a PKS Szczecin közlekedteti az Utak és Közlekedési Hatóság (Zarząd Dróg i Transportu Miejskiego) megrendelésére. A járat a 12-es villamost helyettesíti a villamosvágányok javításának idején. Ez a 806-os buszvonal rövidített változata.

## Története
A 812-es buszjáratot 2021. december 18-án indították el a villamosvágányok felújításával összefüggésben. Kezdetben a Kołłątaja megállót kötötte össze a Kościuszki térrel. A vonal útvonalát többször módosították az utak felújításának egymást követő szakaszaiban. 2022. június 18-tól a vonalat lerövidítették a Rodła térig. A szemközti végállomást a Staszica utcából a Kołłątaja utcába helyezték át.

## Útvonala
| Plac Rodła felé                                                                                   | Niemcewicza felé                                                                                          |
| ------------------------------------------------------------------------------------------------- | --- |
| Kołłątaja – Wyzwolenia – Felczaka – Unisławy – Wyzwolenia – plac Rodła – plac Żołnierza Polskiego | plac Żołnierza Polskiego – plac Rodła – Wyzwolenia – Wyzwolenia – Ofiar Oświęcimia – Staszica – Kołłątaja |

## Megállóhelyek és átszállási lehetőségek
| 812 (Niemcewicza – Plac Rodła – Niemcewicza) |                                              |
| Megállóhely                                  | Átszállási kapcsolatok                       |
| Niemcewicza                                  | 3 51, 57, 63, 69, 78, 82, 87, 89, 99, B, 806 |
| Kołłątaja                                    | 3 51, 57, 63, 69, 78, 82, 87, 89, 99, B, 806 |
| Unisławy                                     | 806                                          |
| Rayskiego                                    | B, 806                                       |
| plac Rodła                                   |                                              |
| plac Żołnierza Polskiego                     | 58, 59, 806                                  |
| plac Rodła                                   |                                              |
| Rayskiego                                    | B, 806                                       |
| Odzieżowa                                    | 806                                          |
| Ofiar Oświęcimia                             | 53, 60, 67, 806                              |
| Kołłątaja                                    | 3 51, 57, 63, 69, 78, 82, 87, 89, 99, B, 806 |
| Niemcewicza                                  | 3 51, 57, 63, 69, 78, 82, 87, 89, 99, B, 806 |

## Járművek
A viszonylaton Solaris Urbino 18 buszok közlekednek.
| Kép | Típus             | Gyártó              | Gyártásban |
| --- | ----------------- | ------------------- | ---------- |
|     | Solaris Urbino 18 | Solaris Bus & Coach | 2005       |

## Képgaléria

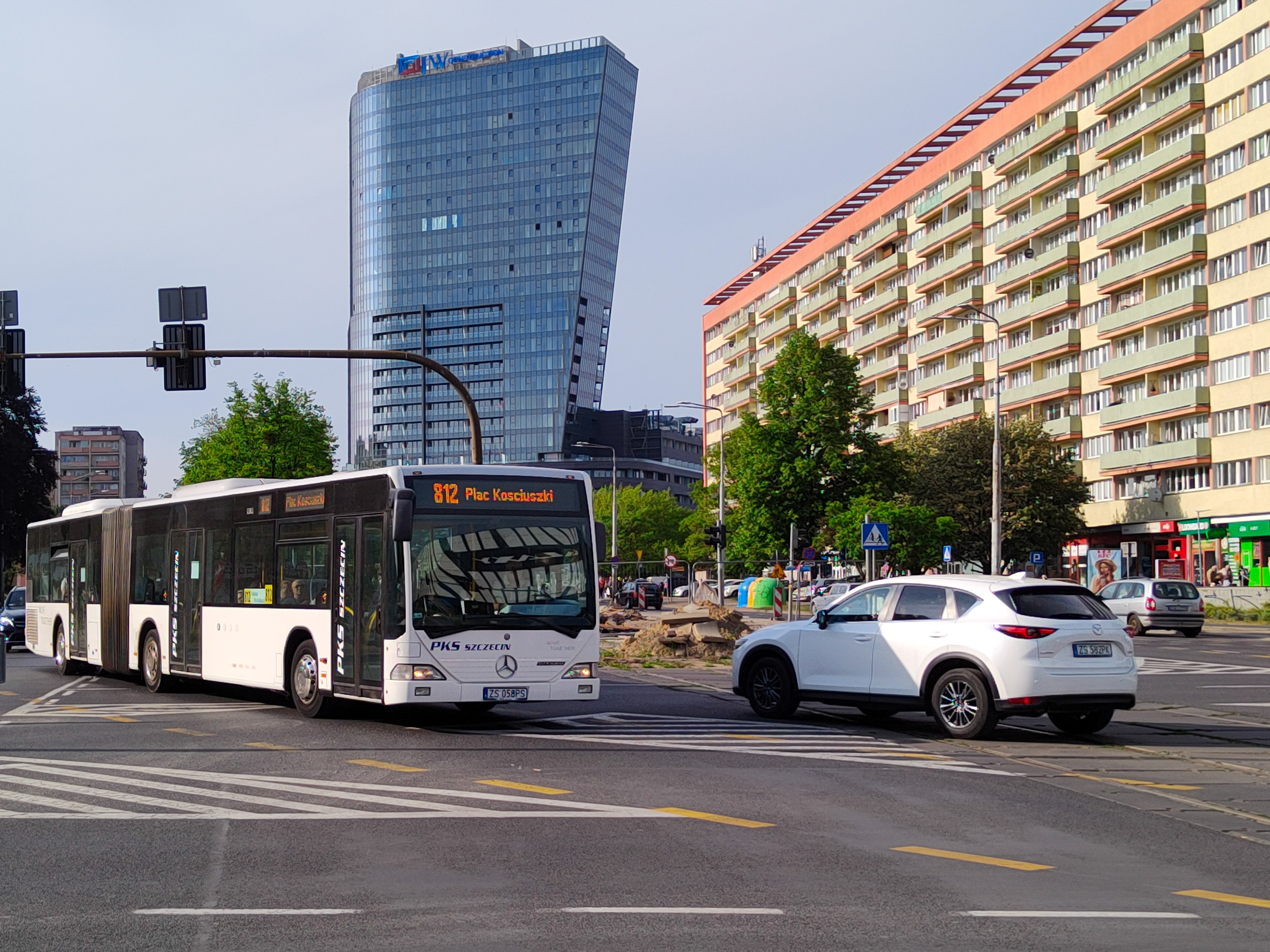
812-es busz az Aleja Wyzwolenián
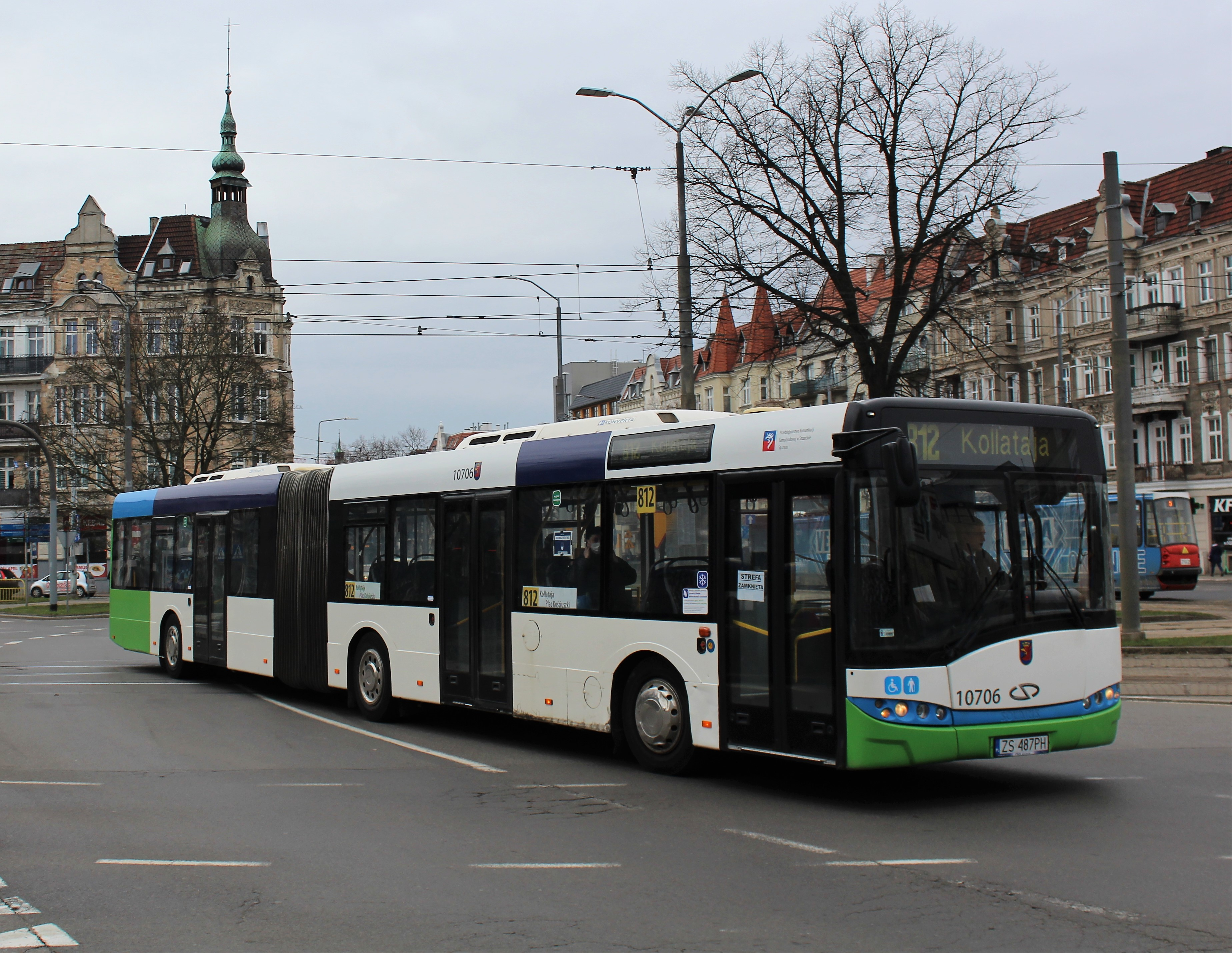
812-es busz a Tadeusza Kościuszki térnél
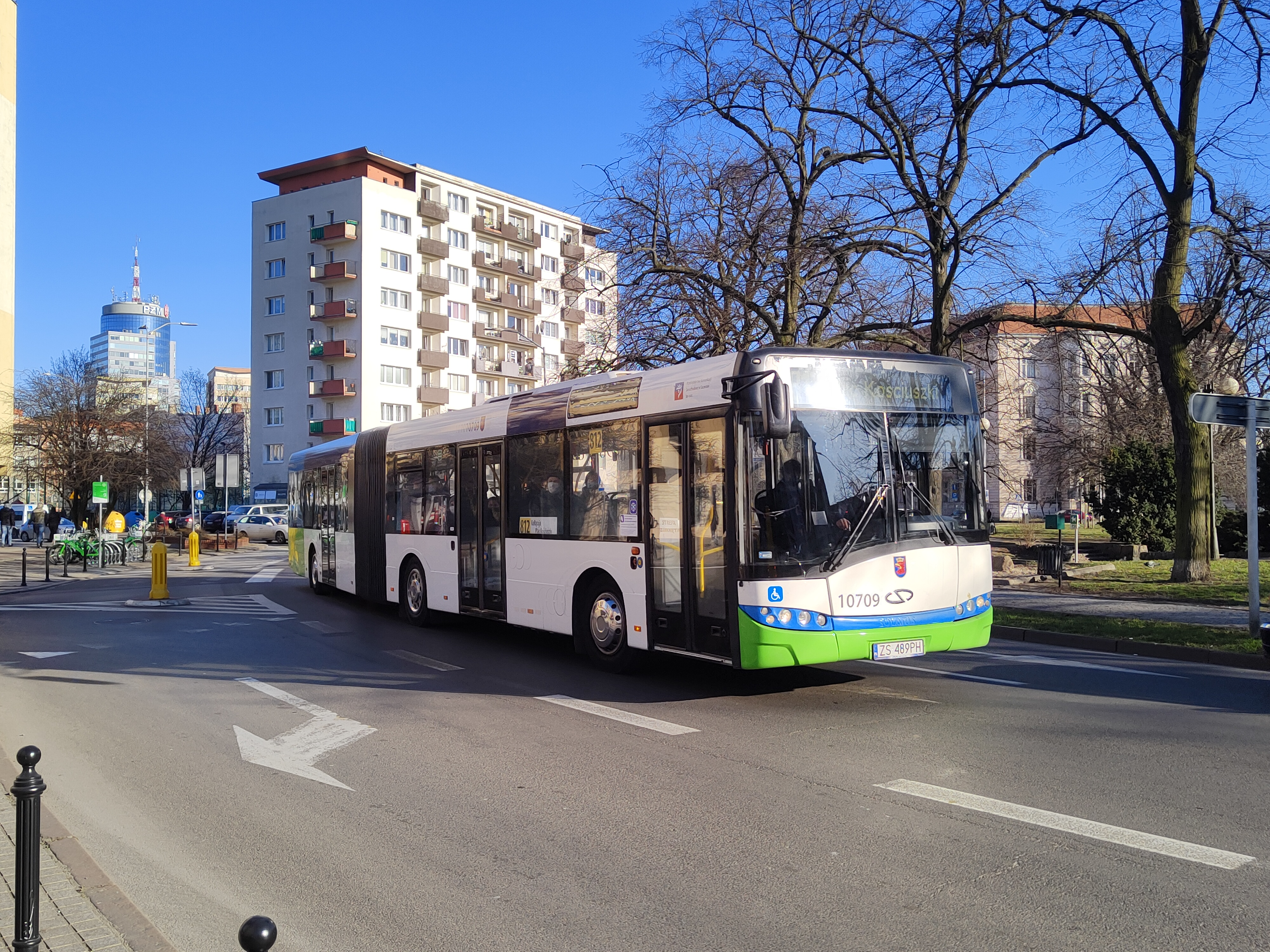
812-es busz a Grunwaldzki térnél
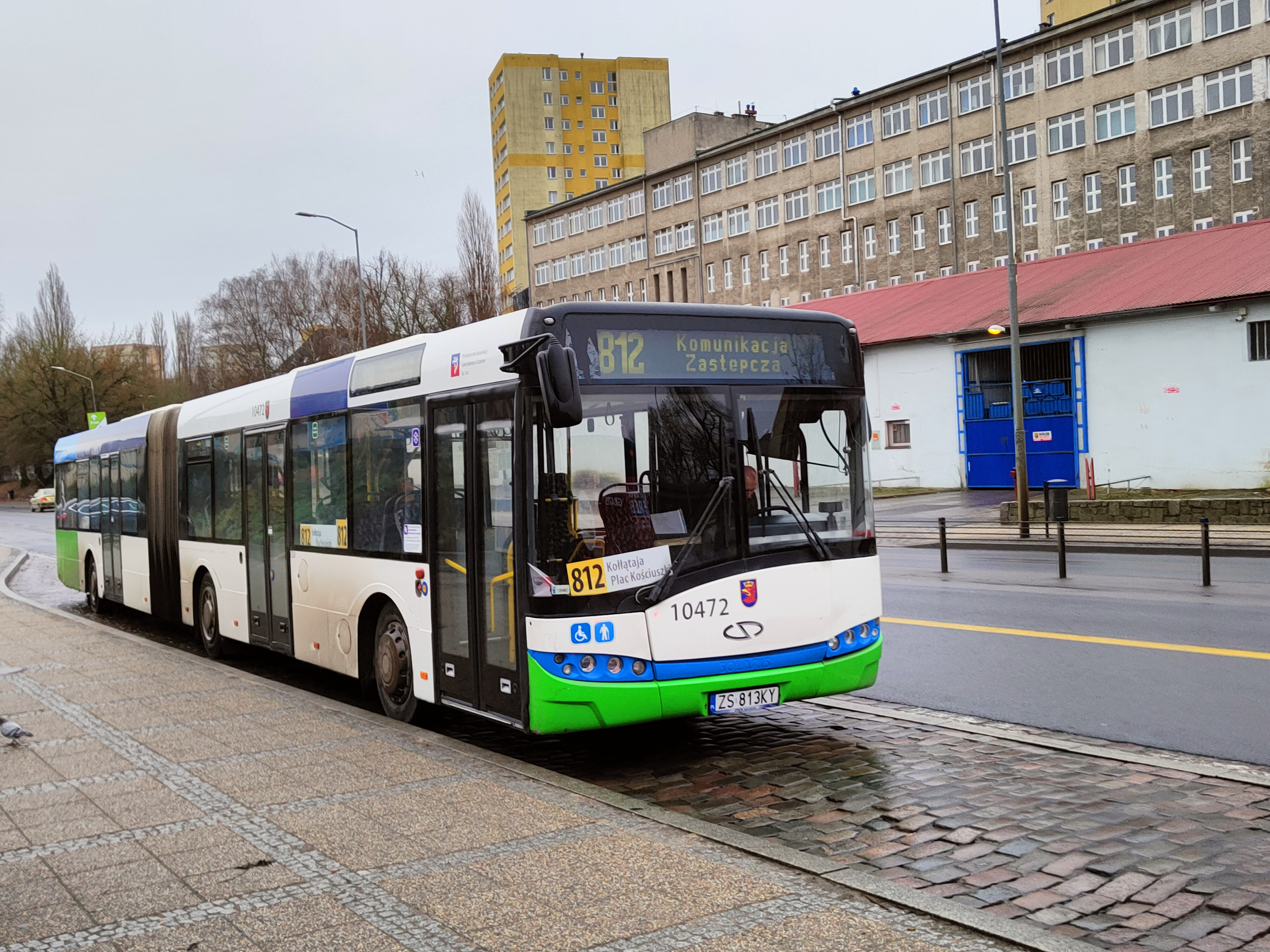
812-es busz a Stanisława Staszica utcában
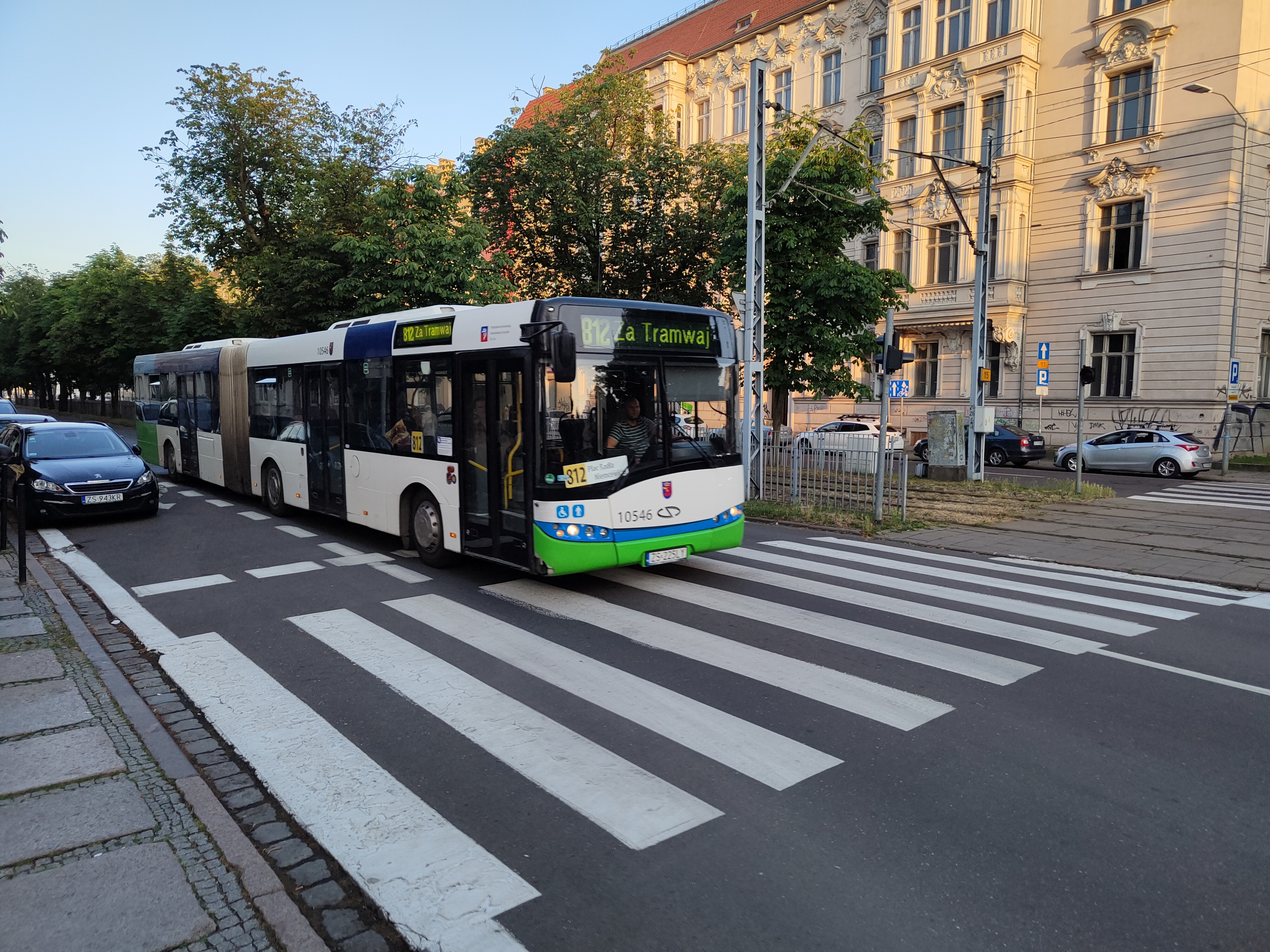
812-es busz a Józefa Piłsudskiego utcában
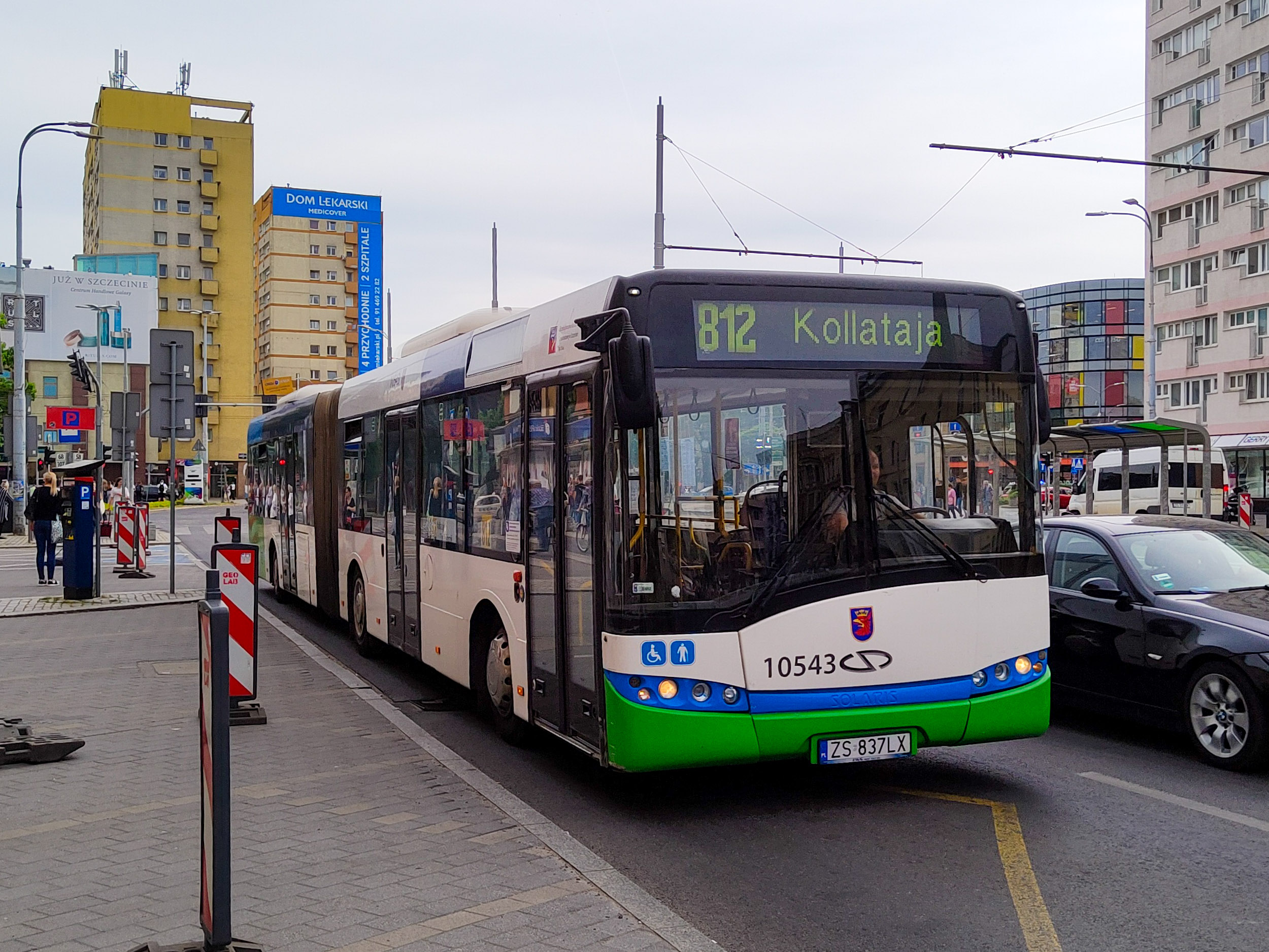
812-es busz a Żołnierza Polskiego térnél